# Лема (приток Косы)
Лема — река в Кировской области России, левый приток Косы (бассейн Волги). Протекает в Кумёнском и Зуевском районах. Устье реки находится в 76 км по левому берегу Косы. Длина реки — 29 км, площадь бассейна 96 км².
Исток реки на Красногорской возвышенности в Кумёнском районе в 2 км к юго-востоку от деревни Медведи. Река течёт на восток, русло извилистое. Верхнее течение проходит по Кумёнскому району, затем река перетекает в Зуевский район.
В среднем течении протекает село Лема и деревни Монастырь и Новая Лема. В селе Лема на реке плотина и запруда. Именованных притоков река не имеет.
Впадает в Косу выше деревни Городище. Ширина реки у устья — 23 метра, скорость течения 0,3 м/с.

## Данные водного реестра
По данным государственного водного реестра России относится к Камскому бассейновому округу, водохозяйственный участок реки — Чепца от истока до устья, речной подбассейн реки Вятка. Речной бассейн реки — Кама.